# Cadrema nigrescens
Cadrema nigrescens är en tvåvingeart som först beskrevs av Lamb 1912.  Cadrema nigrescens ingår i släktet Cadrema och familjen fritflugor.
Artens utbredningsområde är Seychellerna. Inga underarter finns listade i Catalogue of Life.